# عمل إضافي بأثر رجعي
العمل الإضافي بأثر رجعي (ROT) عبارة عن مقدار إضافي من الأموال يتم منحه عندما يمتلك الموظف ساعات عمل إضافية بالإضافة إلى مبلغ إضافي من المال، مثل العمولة أو المكافأة التي تنشأ عن متطلبات العمل. ويلزم توفر العمل الإضافي من أجل أن يصبح الموظف مؤهلاً للحصول على عمل إضافي بأثر رجعي. وبالتالي، إذا تلقى مندوب المبيعات عمولة، إلا أنه لم يتلق أي أجر إضافي، فلن يصبح الموظف مؤهلاً للحصول على العمل الإضافي بأثر رجعي.

## الحساب
يتم حساب الأجر الإضافي بأثر رجعي من خلال استخدام عدد ساعات العمل الإضافي التي يعملها الموظف خلال فترة الراتب المحددة للبحث عن نسب المعاملات من جدول المعاملات (النموذج WH-134)
. بعد ذلك، يتم ضرب نسبة المعامل تلك في العمولة و/أو المكافأة لتحديد مقدار الأجر الإضافي الذي يتم منحه للموظف، بالإضافة إلى الأجر الإضافي والعمولة الحاليين بالفعل.
ويجب أن يكون المبلغ الإضافي للأموال التي تتجاوز الأجر الإضافي أو العمولة أو المكافأة من المدفوعات المضمونة للموظف اعتمادًا على معايير العمل المحددة. وإليكم بعض أمثلة المكافآت التي يمكن أو لا يمكن أن تؤهل الموظف للحصول على الأجر الإضافي بأثر رجعي.

## المكافآت المؤهِلة
إذا تم منح مبلغ مالي معروف لموظف ما للعمل في مداومة محددة أو للعمل على مدار عدة أسابيع متتالية، يصبح هذا المبلغ المالي الإضافي الذي يتم دفعه ويتجاوز الراتب الأساسي المنتظم والأجر الإضافي مؤهلاً للأجر الإضافي بأثر رجعي إذا وفقط إذا كانت هناك ساعات عمل إضافي كذلك يتم دفعها أثناء نفس فترة الراتب للمكافأة المؤهلة. كما يمكن كذلك التفكير في ذلك على أن قيمة الأجر الإضافي هي صفر مع إضافة قيمة بحث في الجدول لكل الأصفار للنسب المئوية المستخدمة لتحديد مبلغ العمل الإضافي بأثر رجعي.

## المكافآت غير المؤهِلة
إذا تم منح موظف مكافأة تقديرية غير مضمونة بناءً على معايير العمل المحددة، فهذه المكافأة لا تكون مؤهلة للحصول على أجر إضافي بأثر رجعي. ومن الأمثلة الجيدة على ذلك مكافأة عيد الميلاد التي يمكن أن يتم منحها إلى الموظفين. فهذه المكافأة ليست مضمونة يحصل عليها الموظف نظير تنفيذ هدف معين، ولكنها عبارة عن مكافأة يتم منحها إلى الموظف حسب رؤية الشركة.